# Pseudameira kunzi
Pseudameira kunzi is een eenoogkreeftjessoort uit de familie van de Ameiridae. De wetenschappelijke naam van de soort is voor het eerst geldig gepubliceerd in 1956 door Petkovski.